# Tacopaya
Tacopaya är en ort i Bolivia.   Den ligger i departementet Cochabamba, i den centrala delen av landet, 190 km nordväst om huvudstaden Sucre. Tacopaya ligger 3 274 meter över havet och antalet invånare är 137.
Terrängen runt Tacopaya är kuperad västerut, men österut är den bergig. Tacopaya ligger nere i en dal. Runt Tacopaya är det ganska glesbefolkat, med 47 invånare per kvadratkilometer.. Närmaste större samhälle är Bolívar, 14,6 km söder om Tacopaya. 
Omgivningarna runt Tacopaya är i huvudsak ett öppet busklandskap.